# کاستیفییت د لا رکا
کاستیفییت د لا رکا (به اسپانیایی: Castellfollit de la Roca) یک شهرستان در اسپانیا است که در استان خرنا واقع شده‌است.

## خصوصیات
کاستیفییت د لا رکا ۰٫۷۳ کیلومترمربع مساحت و ۱٬۰۴۳ نفر جمعیت دارد و ۲۹۶ متر بالاتر از سطح دریا واقع شده‌است.